# Tuwa
Koordinaten: 51° 42′ N, 94° 0′ O
Die Republik Tuwa (russisch Респу́блика Тыва́/Respublika Tywa, auch Тува́/Tuwa; tuwinisch Тыва Республика/Tywa Respublika) ist eine zur Russischen Föderation gehörende autonome Republik im südlichen Teil von Sibirien.

## Geographie
Tuwa liegt im Süden Russlands an der nordwestlichen Grenze der Mongolei und ist eingerahmt von den Gebirgen Westlicher Sajan im Norden, Tannu-ola im Süden und dem Altai im Westen. Wichtigster Fluss ist der Jenissei, dessen rechter Quellfluss Großer Jenissei (Bii-Chem) in der Republik entspringt. Dieser vereinigt sich bei Kysyl mit dem Kleinen Jenissei (Kaa-Chem), der den Südosten der Republik durchfließt und aus zwei aus der Mongolei kommenden Quellflüssen entsteht.
Das Klima ist kontinental. Die Durchschnittstemperaturen im Januar betragen −45 °C bis −28 °C. Die durchschnittliche Temperatur im Juli beträgt um die 20 °C, oft ist es sehr heiß bis um 30 °C. Es regnet sehr selten im Sommer und schneit nur wenig im Winter. Die Menge der Niederschläge ist niedrig: 200–300 mm (in den Gebirgen 400–600 mm) im Jahr. In Tuwa gibt es ca. 300 Sonnentage im Jahr.
Das Gebiet von Tuwa befindet sich in den Ausläufern des Mongolischen Hochlands und kann aufgeteilt werden in ein östliches gebirgiges und ein westliches flaches Territorium, eingerahmt von Westsajan und Tannu-ola. Die ebenen Steppen von Tuwa liegen auf 520–1200 m über NN. Der höchste Berg ist der Mongun-Taiga mit 3976 m über dem Meeresspiegel. Es gibt etwa 6700 größere und kleinere Seen. Die meisten liegen im Todscha-Becken (auch Todscha-Senke).

## Bevölkerung
Bei der Volkszählung 2025 betrug die Einwohnerzahl 338.341. Die Tuwiner sind ein Turkvolk und stellen die Mehrheitsbevölkerung in der Republik. Die Tuwiner sind eine der größten Minoritäten in Sibirien und neben den Jakuten in der Republik Sacha als einzige in einem autonomen Gebiet Sibiriens gegenüber den Russen in der Mehrheit. Zudem sind viele Russen und Angehörige kleinerer Minderheiten (Chakassen, Tataren und Ukrainer) abgewandert. Die stets kleine Minderheit der Russlanddeutschen ist zwischen dem Höchststand 1979 und 2021 um 91,3 % geschrumpft. Aus all diesen Gründen ist der Anteil der Tuwiner seit dem Ende der Sowjetunion stark gestiegen. Stark gewachsen ist der Anteil der Personen ohne Angabe einer Nationalität. Bei diesem Personenkreis dürfte es sich um Menschen handeln, die ethnisch gemischter Herkunft sind – eine Kategorie, die statistisch nicht vorgesehen ist.

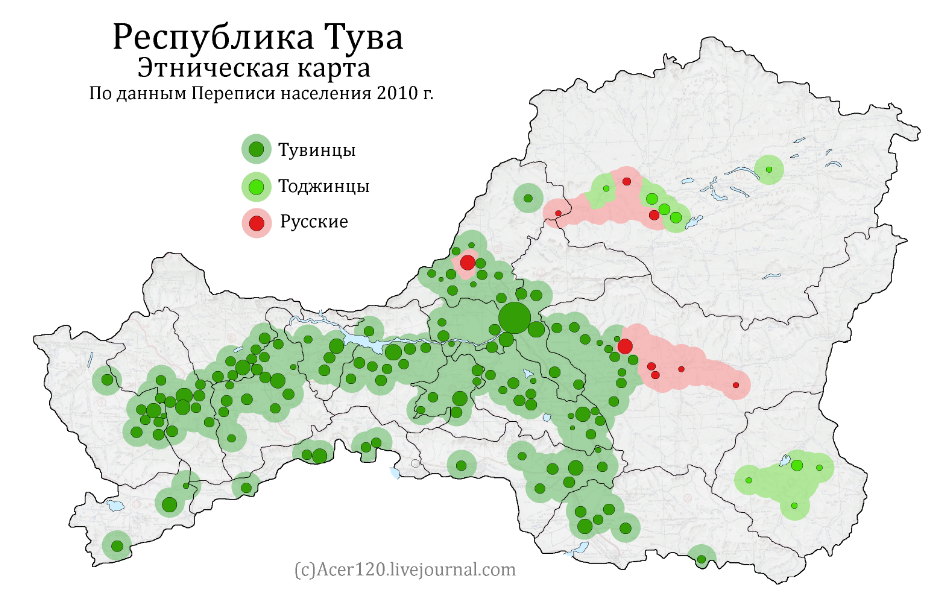
Volksgruppen von Tuwa: grün die beiden Gruppen der Tuwiner, rot Russen

Amtssprachen sind die tuwinische und die russische Sprache. Die Tuwiner bekennen sich überwiegend zum Buddhismus, genauer zum Tibetischen Buddhismus, daneben gibt es in Tuwa auch viele altgläubige orthodoxe Christen sowie eine geringe Anzahl an Anhängern des indigenen Schamanismus.
| Tuwiner | 97.996  | 57,00 %  | 135.306 | 58,61 %  | 161.888 | 60,50 %  | 198.448 | 64,31 %  | 235.313 | 77,02 %  | 249.299 | 82,04 % | 279.789 | 88,66 % |
| Russen | 68.924  | 40,09 %  | 88.385  | 38,28 %  | 96.793  | 36,17 %  | 98.831  | 32,03 %  | 61.442  | 20,11 %  | 49.434  | 16,27 % | 31.927  | 10,12 % |
| Chakassen | 1726    | 1,00 %   | 2120    | 0,92 %   | 2193    | 0,82 %   | 2258    | 0,73 %   | 1219    | 0,40 %   | 877     | 0,29 %  | 359     | 0,11 %  |
| Tataren | 481     | 0,28 %   | 822     | 0,36 %   | 988     | 0,37 %   | 1071    | 0,35 %   | 584     | 0,19 %   | 352     | 0,12 %  | 180     | 0,06 %  |
| Ukrainer | 1105    | 0,64 %   | 1466    | 0,75 %   | 1729    | 0,65 %   | 2208    | 0,72 %   | 832     | 0,27 %   | 493     | 0,16 %  | 107     | 0,03 %  |
| Deutsche | 61      | 0,04 %   | 173     | 0,07 %   | 298     | 0,11 %   | 260     | 0,08 %   | 153     | 0,05 %   | 87      | 0,03 %  | 26      | 0,01 %  |
| Andere | 1635    | 0,95 %   | 2591    | 1,12 %   | 3708    | 1,39 %   | 5472    | 1,77 %   | 5964    | 1,95 %   | 3315    | 1,09 %  | 3170    | 1,00 %  |
| Völker TOTAL | 171.928 | 100,00 % | 230.863 | 100,00 % | 267.597 | 100,00 % | 308.548 | 100,00 % | 305.507 | 100,00 % | 303.857 | 98,68 % | 315.558 | 93,73 % |
| keine Angaben | 0       | 0,00 %   | 1       | 0,00 %   | 2       | 0,00 %   | 9       | 0,00 %   | 3       | 0,00 %   | 4073    | 1,32 %  | 21.093  | 6,27 %  |
| Einwohner | 171.928 | 100 %    | 230.864 | 100 %    | 267.599 | 100 %    | 308.557 | 100 %    | 305.510 | 100 %    | 307.930 | 100 %   | 336.651 | 100 %   |
| Ergebnisse der Volkszählungen. Anmerkung: Prozentanteile nach Anteilen der Bevölkerung mit Nationalitätenangaben; Quellen:12 |         |          |         |          |         |          |         |          |         |          |         |         |         |         |

Die Lebenserwartung in Tuwa gehört mit 56,4 Jahren zu den niedrigsten innerhalb von Russland. 1994 fiel die Lebenserwartung der Männer unter 50 Jahre.

## Geschichte

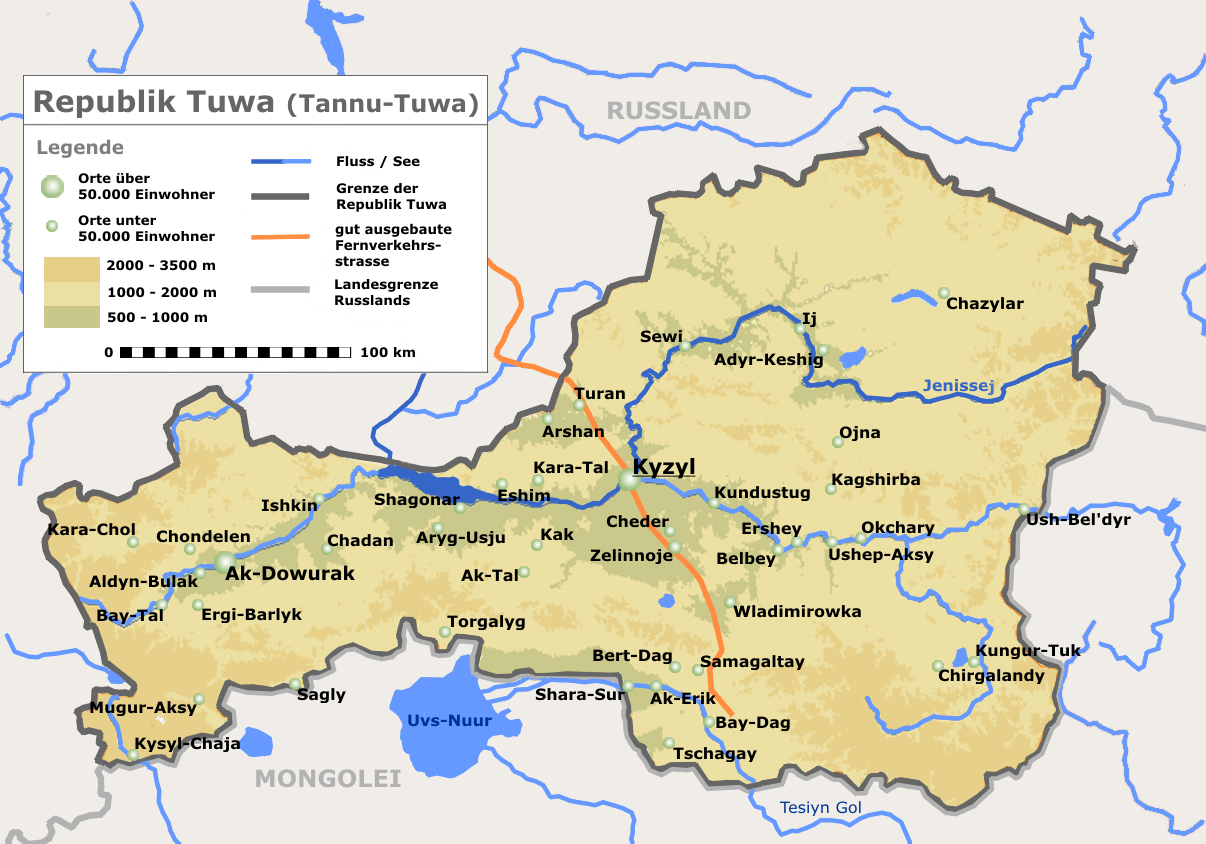
Karte von Tuwa

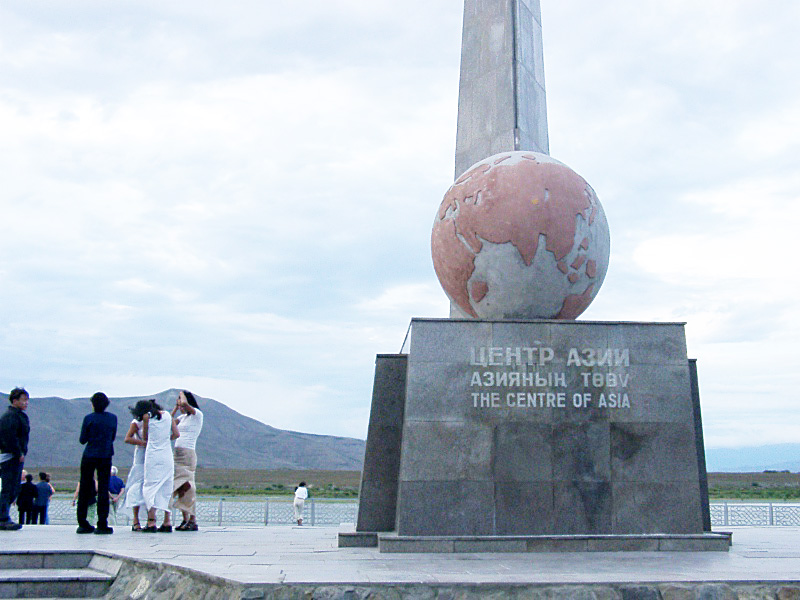
In der Hauptstadt Kysyl liegt der geographische Mittelpunkt Asiens

Die ältesten Spuren menschlicher Besiedelung werden auf ein Alter von mindestens 40.000 bis 100.000 Jahren geschätzt (Altsteinzeit). Im Neolithikum (5. Jahrtausend v. Chr.) begannen Viehzucht und die Produktion von Kupfer- und Bronze-Werkzeugen, wovon Felszeichnungen zeugen. Die Bevölkerungszunahme während der Eisenzeit führte zu halbnomadischer Viehzucht. Im sibirischen Tal der Könige bei Turan gruben Archäologen aus Deutschland und Russland 2001 den seit etwa 2.500 Jahren unberührten, zur Aldy-Bel-Kultur gehörenden Grabhügel Arschan 2 eines skythischen Herrschers aus. Das Gebiet der Skythen reichte in dieser Zeit von der Mongolei bis an die Schwarzmeerküste.
Uiguren, Kirgisen, Mongolen und Oiraten besiedelten das Mongolische Hochland. 1207 eroberte Dschingis Khan die Region, die später unter die Herrschaft der Yuan-Dynastie fiel. Das Gebiet von Tuwa, früher auch Urjanchai genannt, gehörte administrativ lange Zeit zur Äußeren Mongolei. Während der Qing-Dynastie wurde das Mongolische Hochland 1644 in zwei Provinzen gegliedert: die nördliche Äußere Mongolei und die südliche Innere Mongolei, die bis 1912 Bestandteile des Kaiserreichs China waren.
Der Reichtum an Fellen und Bodenschätzen in der Region zog ab Mitte des 19. Jahrhunderts viele Russen an. Die zaristische Regierung unterstützte eine separatistische Bewegung, welche am 15. Februar 1912 die Unabhängigkeit von Tuwa proklamierte. Da diese Sezession weder die Provinzverwaltung der Äußeren Mongolei, noch die Regierung in Peking anerkannte, besetzten russische Truppen das Land. Am 17. April 1914 erklärte das Russische Reich den so genannten Urjanchai Krai zu seinem Protektorat.
Nach der Xinhai-Revolution erreichte der chinesische Regierungsvertreter Sun Baoqi beim Abschluss des Vertrags von Kjachta im Jahr 1915, dass die Republik China wieder die vollständige Herrschaft über die gesamte Äußere Mongolei erlangte. Der Provinz wurde jedoch eine weitgehende Autonomie eingereicht. Formal blieb die Tuwa-Region ein Bestandteil Chinas. 1918/19 wurde das Land in den Russischen Bürgerkrieg hineingezogen. Nach dem Sieg der Bolschewiki riefen tuwinische Revolutionäre am 14. August 1921 mit Unterstützung der Roten Armee die Volksrepublik Tannu-Tuwa aus. Die Hauptstadt blieb aus Protektoratszeiten Belozarsk. Tannu-Tuwa wurde so zum Satellitenstaat der 1922 gegründeten Sowjetunion. 1926 schloss die Sowjetunion mit der Mongolischen Volksrepublik, ebenfalls ein Satellitenstaat der UdSSR, einen Vertrag über den Verzicht auf den Anspruch auf das Tuwa-Gebiet. Dieser Vorgang war völkerrechtswidrig, da die Mongolische Volksrepublik zumindest bis 1946 keinerlei Souveränitätsrechte besaß und außer von der Sowjetunion von keinem Land diplomatisch anerkannt war.
Erster Präsident des Landes wurde Donduk Kuular. Als Währung war der sowjetische Rubel im Umlauf, von 1934 bis 1944 dann der tuwinische Akşa, welcher an den Rubel gebunden war. Kuular versuchte, die Abhängigkeit zur Sowjetunion einzudämmen; es gab Bestrebungen, wieder eine engere Bindung zur Mongolei herzustellen. Donduk Kuular erhob den Buddhismus zur Staatsreligion und schränkte den Zuzug russischer Siedler ein. 1929 wurde er auf Geheiß Stalins verhaftet und exekutiert. Nach Kuulars Tod war die Sowjetunion endgültig die bestimmende Macht in der Tuwinischen Volksrepublik. Die kommunistische Führung begann mit der Kollektivierung des Landes. Gleichzeitig begannen die Stalinschen Säuberungen nebst der Vernichtung des Buddhismus und des Schamanismus in der Region.
Als Satellitenstaat der UdSSR erklärte die Tuwinische Volksrepublik als eines der ersten Länder  am 22. Juni 1941 nach Ausbruch des Deutsch-Sowjetischen Kriegs dem Deutschen Reich den Krieg, was de jure ohne Bedeutung war, da das Deutsche Reich das Land nicht anerkannt hatte. Am 17. August 1944 beantragten Vertreter der Tuwinischen Volksrepublik die Eingliederung in die Sowjetunion, dem das Präsidium des Obersten Sowjets zustimmte. Damit wurde das Land am 13. Oktober 1944 als autonomes Gebiet Teil der Russischen Sozialistischen Föderativen Sowjetrepublik (RSFSR). Bemerkenswert war der doppelte Verfassungsbruch, denn gemäß der tuwinischen wie auch der sowjetischen Verfassung konnte eine solche Entscheidung nur das tuwinische Parlament beziehungsweise der Oberste Sowjet der UdSSR treffen. Sowjetische Zeitungen berichteten erst zwei Jahre später über den Anschluss. Andere Publikationen nennen das Jahr 1945 als den Zeitpunkt der Eingliederung in die UdSSR.
1961 erfolgte eine Umbenennung in Tuwinische Autonome Sozialistische Sowjetrepublik. Mit dem Zerfall der Sowjetunion erklärte Tuwa im November 1991 seine Unabhängigkeit, die aber von den Regierungen der RSFSR und der UdSSR nicht anerkannt wurde. Am 31. März 1992 war Tuwa einer der Unterzeichner des Vertrags zur Schaffung der Russischen Föderation.

## Wappen
Im blauen Wappenschild mit goldenem Bord ein Pferd mit Reiter, das nach heraldisch links der goldenen Sonne am Schildrand entgegen strebt. Unter dem Pferd ein silbernes Band mit dem Namen der Republik in kyrillischen Versalien: „ТЫВА“. Der Schild ist ein Fünfeck, dessen Seiten nach außen kreisförmig aufgebogen sind.

## Wirtschaft

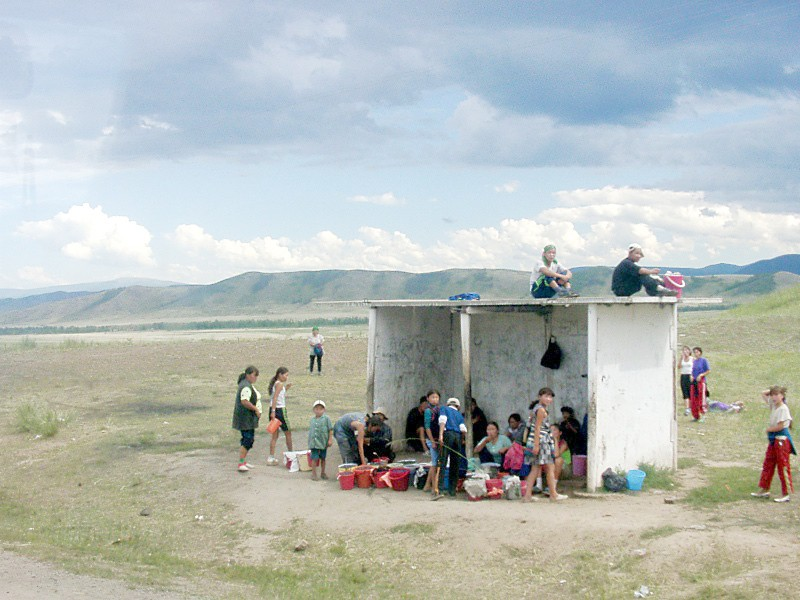
Nur zwei asphaltierte Straßen führen nach Tuwa.

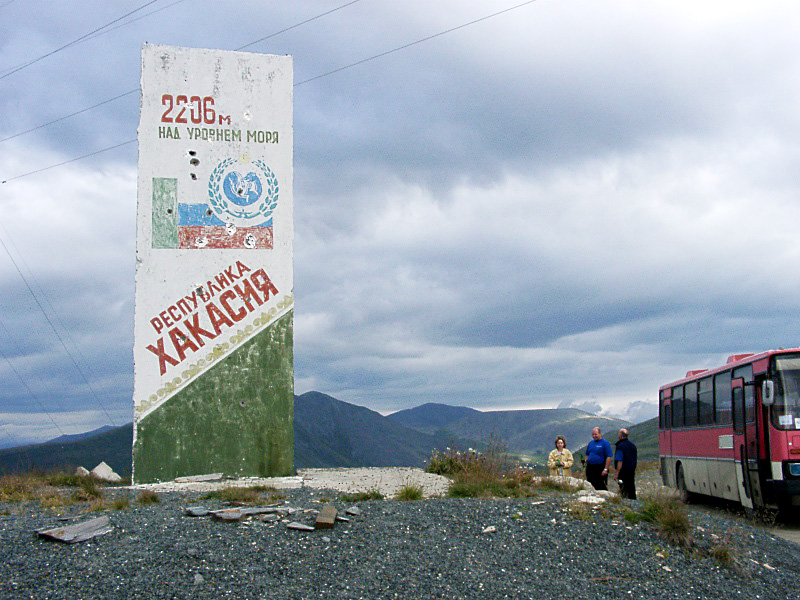
Sajanski-Pass auf 2206 m Höhe an der Grenze zwischen Chakassien und Tuwa.

Es gibt lediglich zwei größere Straßenverbindungen nach Tuwa, die eine durch den Westsajan zur Hauptstadt Kysyl, die andere von Abakan über Abasa nach Ak-Dowurak im Westen des Landes. Dabei windet sich die Straße auf 250 km durch die Schluchten des Sajans und über drei Gebirgspässe. Am Sajanski-Pass auf 2206 m Höhe, dem höchsten der drei Pässe, liegt auch die Grenze zwischen Chakassien und Tuwa.
Kysyl soll, nach einem Beschluss des russischen Verkehrsministeriums unter Minister Lewitin vom 17. Mai 2006, über eine Eisenbahnstrecke nach Kuragino an die Transsibirische Eisenbahn angebunden werden. Die Strecke soll auch die Kohlelager von Elegest erschließen. Im Dezember 2011 wurde der Bau der Trasse (symbolisch) eröffnet. Nachdem die russische Regierung das Projekt im November 2012 von der Liste der staatlichen Investitionsprojekte gestrichen hatte, wurde Anfang 2013 der Fortgang der Bauarbeiten auf Basis von Privatinvestitionen genehmigt. Bis Ende 2019 hatte man noch nicht begonnen.

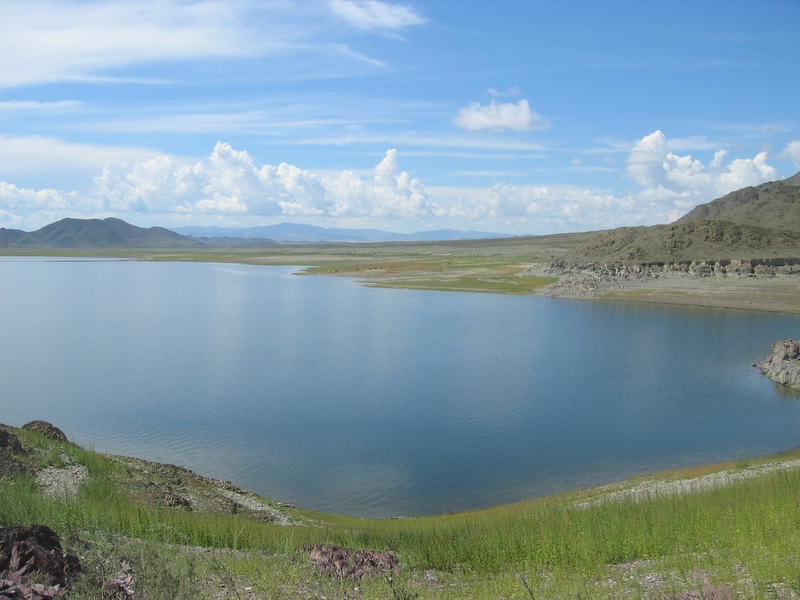
Tuwinische Landschaft: ein Teil des Sajano-Schuschensker Stausees.

Nach einem Beschluss der Regierung beträgt das Existenzminimum im zweiten Quartal 2006 pro Kopf 3295 Rubel, für Arbeiter 3527 Rubel, für Pensionäre 2516 Rubel und für Kinder 3196 Rubel. Im Vergleich zu anderen russischen Regionen ist die Wirtschaft unterentwickelt. Es dominiert die Landwirtschaft, vor allem die Viehhaltung. Die neun tuwinischen „Haustiere“ sind: Rind, Pferd, Rentier, Schaf, Ziege, Kamel, Yak, Hund, Katze. Heutzutage müsste der „Neunäugige“ ein „Zehnäugiger“ sein, denn die tuwinischen Haustiere haben Zuwachs bekommen: das Huhn. Das Huhn galt im alten Tuwa als exotisches Tier.
Bedeutung hat der Bergbau. Tuwa besitzt viele Bodenschätze und auch verschiedene (Halb-)Edelsteine. Es gibt Vorräte an Steinsalz, Kohle, Eisen, Nichteisen- und Seltenen Metallen und auch Asbest. Eine Tochterfirma der chinesischen Zijin Mining eröffnete 2015 eine neue Mine bei Kyzyl-Tashtygskoe. Bei Ak-Dowurak im Westen Tuwas war von 1933 bis zur Stilllegung 1991, betrieben von Sojusasbest, eine der größten Asbestminen der Welt, die im Tagebau betrieben wurde. Auch der seit 1970 betriebene Kobaltabbau durch Tuwakobalt bei Chowu-Aksy wurde eingestellt. Gold wird im Einzugsgebiet des Großen Jenissei (Bii-Chem) gewonnen. Die Wasserkraft wird für die Staustufen am Jenissei beim Sajano-Schuschensker Stausee, Maina-Stausee und Krasnojarsker Stausee am Jenissei genutzt.
Trotzdem hängt die Region nach wie vor mit etwa 90 % ihres Budgets sehr stark von Zuwendungen aus Moskau ab oder verkauft, anders betrachtet, ihre Rohstoffe zu billig. Auf dem Gebiet von Tuwa gibt es drei unabhängige Banken und vier Niederlassungen außerhalb von Kysyl. Das ausgegebene Kreditvolumen soll etwa 308 Millionen Rubel betragen. Tuwa hat mit seinen unberührten Landschaften und seiner vielfältigen Geologie, Flora und Fauna touristisches Potenzial (Rafting, Reiten, Bergsteigen), das zurzeit allerdings noch wenig genutzt wird.

## Kultur

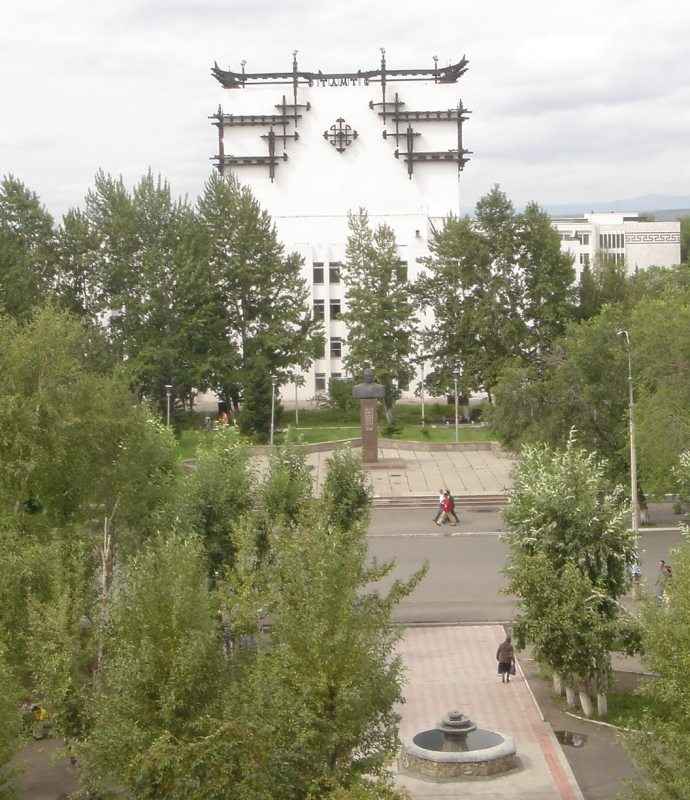
Tuwinisches Musik- und Dramentheater (TMDT) in Kysyl

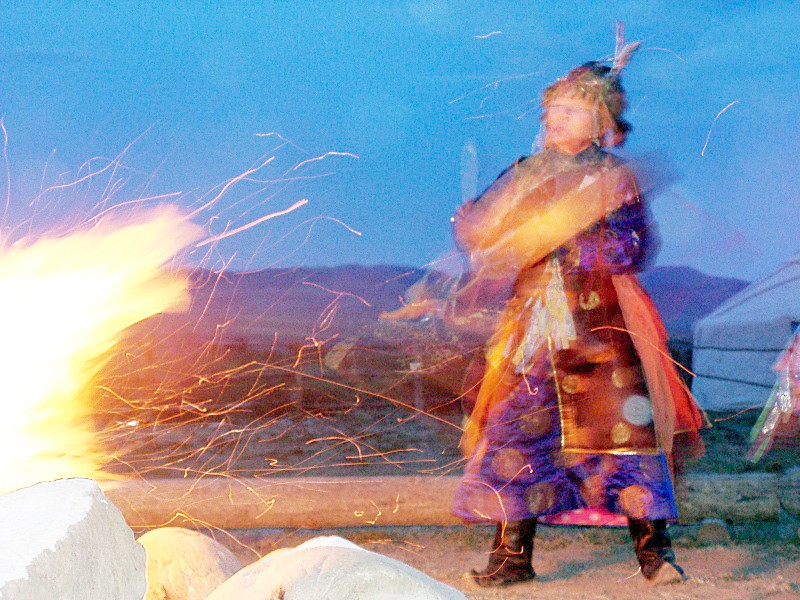
Schamanin während einer Kamlanie-Zeremonie am Feuer in Kysyl

1998 wurde im Tal der Zaren in Tuwa ein Skythen-Grabhügel (Arschan-2) aus dem 6. bis 5. Jahrhundert v. Chr. identifiziert und vermessen und bis 2003 vollständig freigelegt. Die Funde werden von der Eremitage in Sankt Petersburg untersucht und restauriert.
Am Oberlauf des großen Jenissei, auf der Insel des Sees Tere-Chol an der Grenze zur Mongolei liegt die Festung Por-Baschyn (Пор-Бажын), entstanden in der Mitte des achten Jahrhunderts in der Zeit des Uiguren-Khaganats. Die Festung mit bis zu 10 m hohen Wällen umfasst eine Fläche von 3,5 ha und zählt zu den historisch und kulturell bedeutsamen Objekten auf dem Gebiet der Russischen Föderation.
Ein besonderes „Markenzeichen“ der tuwinischen Kultur ist der  Kehlgesang (tuwinisch: Khöömei für Kehle), die höchste Stufe des Obertongesangs (tuwinisch: Sygyt), wobei gleichzeitig mehrere Töne angestimmt werden, und Untertongesang (tuwinisch: Kargyraa). Ein bekannter Vertreter dieses speziellen Gesangs und der tuwinischen Musik ist die Gruppe Huun-Huur-Tu, die diesen Gesang unter anderem in der New Yorker Carnegie Hall präsentierte.
Seit dem Zusammenbruch der Sowjetunion lebte der Schamanismus wieder auf. In Kysyl und in anderen Ortschaften betreiben Schamanen und Schamaninnen schamanische Kliniken als Gemeinschaftspraxis. Die wichtigste davon ist „Dungur“ (tuwinisch für „Trommel“). Tuwa hat eine alte lamaistisch-buddhistische Tradition. Im September 1992 besuchte der 14. Dalai Lama Tuwa.
Der Nationalsport der Tuwiner am Oberlauf des Jenissei ist der Ringkampf. Bei Erschei, einem kleinen Dorf am Kleinen Jenissei etwa 140 km südöstlich von Kysyl, liegt ein Dorf der Altgläubigen, die von den Tuwinern „Kerschaki“ genannt werden.
Das tuwinische Theater feierte 2006 sein 70-jähriges Bestehen und den hundertsten Geburtstag seines Gründers, des Schauspielers und Theaterschriftstellers Wiktor Kok-ool.

## Persönlichkeiten
- Marianna Artaschirowna Dewlet (1933–2021), Prähistorikerin
- Scholban Kara-ool (* 1966), Ministerpräsident der Republik Tuwa
- Mongusch Borachowitsch Kenin-Lopsan (1925–2022), Historiker, Ethnologe, Schriftsteller, Lyriker
- Wiktor Kok-ool, Autor und Mitbegründer des tuwinischen Theaters
- Albert Kuwesin, Sänger und Gitarrist der Band Yat-Kha, Gründungsmitglied von Huun-Huur-Tu
- Sainkho Namtchylak (* 1957), Kehlkopfsängerin und moderne Musikerin
- Kirill Alexandrowitsch Peskow (* 1990), russischer Kosmonaut
- Sergei Schoigu (* 1955), Verteidigungsminister der Russischen Föderation, Held der Russischen Föderation
- Galsan Tschinag (* 1943), Schriftsteller, schreibt auf Deutsch (mongolischer Staatsangehöriger, Mitglied der tuwinischen Minderheit im Nordwesten der Mongolei)

## Staatsgebilde
Nach dem Zerfall der UdSSR erklärte Tuwa im November 1991 seine Unabhängigkeit, schloss dann aber am 31. März 1992 einen Föderationsvertrag mit der neu formierten Russischen Föderation, der es seither als autonome Republik angehört. Bis 2002 hieß der Leiter der Exekutive der Republik Präsident, nach der Umbenennung ist das oberste Staatsamt das des Regierungschefs (russisch: глава). Seit 2021 übt Wladislaw Chowalyg dieses Amt aus.

## Verwaltungsgliederung und Städte
Die Republik Tuwa gliedert sich in 17 Koschuune (entsprechen den Rajons der anderen Föderationssubjekte) und zwei Stadtkreise.
In der Hauptstadt Kysyl lebt ein Drittel der Einwohner der Republik. Kysyl ist die einzige Großstadt Tuwas; es gibt weitere vier Kleinstädte sowie eine Siedlung städtischen Typs.
| Name       | Russ. Name | Tuwin. Name | Rajon              | Einwohner (14. Oktober 2010) |
| ---------- | ---------- | ----------- | ------------------ | ---------------------------- |
| Ak-Dowurak | Ак-Довурак | Ак-Довурак  | Stadtkreis         | 13.468                       |
| Kaa-Chem*  | Каа-Хем    | Каа-Хем     | Kysyl              | 15.044                       |
| Kysyl      | Кызыл      | Кызыл       | Stadtkreis         | 109.918                      |
| Schagonar  | Шагонар    | Шагаан-Арыг | Ulug-Chemski       | 10.956                       |
| Tschadan   | Чадан      | Чадаана     | Dsun-Chemtschikski | 9.035                        |
| Turan      | Туран      | Туран       | Pii-Chemski        | 4.981                        |

## Filme
- Reinhold Messner: Mongolei. Mit Reinhold Messner bei den Tuwa-Nomaden. Regie: Elke Werry. DVD-Video (52 Min.). Länder, Menschen, Abenteuer. Grünwald: Komplett-Media 2006 und 2008.